# He Said, She Said (película)
He Said, She Said es una película de comedia romántica de 1991 protagonizada por Kevin Bacon, Elizabeth Perkins, Nathan Lane y Sharon Stone.

## Trama
Es la historia de una relación entre los periodistas Dan Hanson y Lorie Bryer.